# Shōkō
Shōkō (称光天皇 Shōkō-tennō; 12 maggio 1401 – Kyoto, 30 agosto 1428) è stato il 101º imperatore del Giappone secondo il tradizionale ordine di successione.

## Biografia
Regnò dal 1412  sino al 1428, anno della sua morte. Il suo nome personale era Mihito (veniva scritto inizialmente con i caratteri 躬仁 ed in seguito con i 実仁.
Si trattava del figlio maggiore dell'imperatore precedente Go-Komatsu. Sua madre era Hinonishi Motoko (日野西資子), la figlia di Hino Sukekuni (日野資国). Alla sua morte non avendo avuto discendenza alcuna fu un suo cugino, Go-Hanazono a succedergli.